# Alerta meteorológica

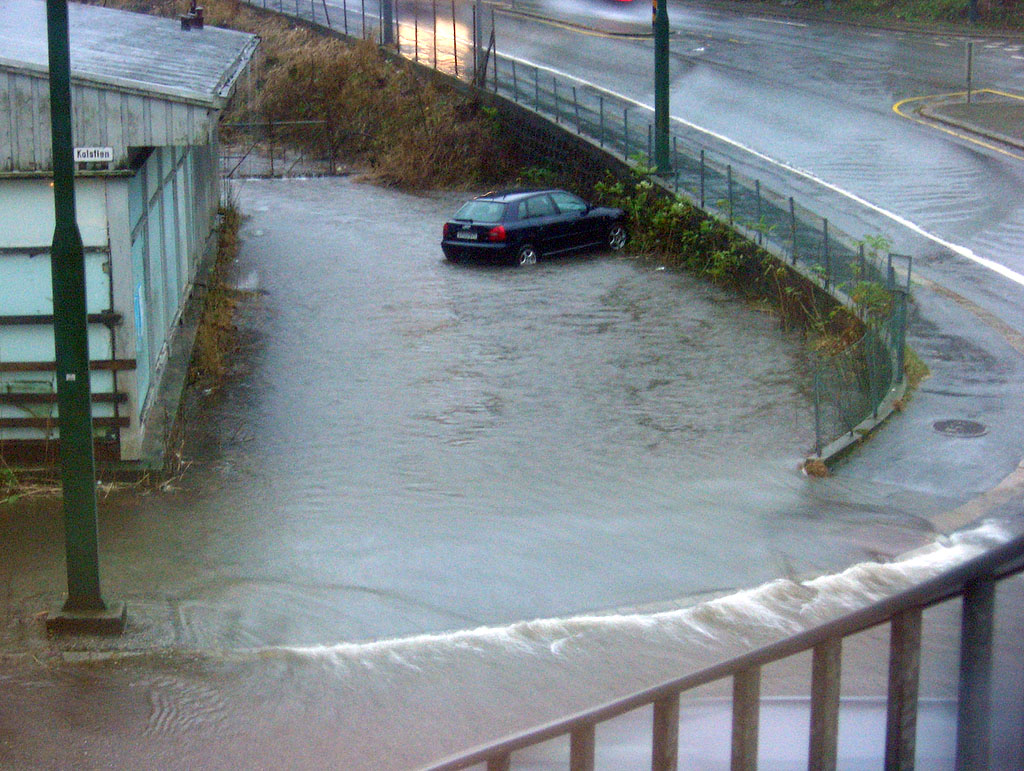
Fuertes lluvias.

Una Alerta Meteorológica se emite cuando el servicio meteorológico recibe suficiente información que indica alta probabilidad de fuertes tormentas, granizo, nevadas, fuertes vientos bajo criterios de severas tormentas, temperaturas extremas. Y no necesariamente acontece con relámpagos o inundación.

## Alerta meteorológica en Estados Unidos
En EE. UU. El Servicio Nacional Meteorológico emite una "Alerta Meteorológica Significativa" cuando el tamaño de las piedras de granizo son mayores a 2 cm de diámetro, o los vientos por lo menos son de 90 km/h o mayor.

## Alerta meteorológica en Europa
Meteoalarm es un sitio web desarrollado por la red de servicios meteorológicos europeos EUMETNET con respaldo de la Organización Meteorológica Mundial (OMM) con el fin de coordinar la emisión de alertas de fenómenos meteorológicos adversos (como precipitaciones fuertes, tormentas, temporales de viento, olas de calor, incendios, nieblas, nevadas o frío intenso) o de fenómenos causados o influidos por ellos (como aludes, incendios forestales o fenómenos costeros extremos).
Los países representados son Alemania, Austria, Bélgica, Croacia, Chipre, República Checa, Dinamarca, Eslovaquia, Eslovenia, España, Estonia, Finlandia, Francia, Grecia, Hungría, Islandia, Irlanda, Italia, Letonia, Lituania, Luxemburgo, Malta, Noruega, Países Bajos, Portugal, Reino Unido, Rumania, Suecia y Suiza. Se trata de los países cuyos servicios meteorológicos nacionales son miembros de EUMETNET.

### Umbrales y niveles de adversidad
Meteoalarm presenta un mapa de Europa coloreado con cuatro niveles de alerta y acompañado por una leyenda con la lista de países y símbolos que indican el tipo de alerta y su nivel más alto dentro del territorio de cada país. A su vez, se puede seleccionar un país para ver información más detallada del mismo y de sus zonas de predicción meteorológica.
Los niveles de alerta son:
| Color    | Nivel de riesgo |
| -------- | --- |
| blanco   | Sin datos o con datos insuficientes o dudosos. |
| verde    | No se requiere especial atención |
| amarillo | Tiempo meteorológico con riesgo potencial. Los fenómenos pronosticados no son infrecuentes, pero debe prestarse atención si se practican actividades expuestas a riesgos de tipo meteorológico. Se recomienda mantenerse informado sobre las condiciones meteorológicas que se esperan y estar atento a cualquier riesgo evitable. |
| naranja  | El tiempo es peligroso. Se han pronosticado fenómenos meteorológicos inusuales. Es probable que se produzcan daños materiales o accidentes. Este atento y manténgase informado regularmente de las condiciones meteorológicas previstas, así como de los riesgos que pudieran ser inevitables. Siga los consejos dados por las autoridades. |
| rojo     | El tiempo es muy peligroso. Se han pronosticado fenómenos meteorológicos excepcionalmente intensos. Existen grandes riesgos de daños materiales y personales, con frecuencia sobre áreas extensas. Deben tomarse precauciones extremas. Mantenerse frecuentemente informado con detalle sobre las condiciones meteorológicas esperadas y sus riesgos. Deben seguirse las órdenes y recomendaciones de las autoridades en todas las circunstancias estando preparados para medidas extraordinarias. |